# Ийоки
Ийоки или Иййоки (на фински: Iijoki) е река в Северна Финландия (област Северна Остроботния), вливаща се в Ботническия залив на Балтийско море. Дължина 370 km, площ на водосборния басейн 14 191 km².

## Географска характеристика
Река Ийоки води началото си от езерото Ийярви, разположено на 254 m н.в., в централната част на възвишението Манселкя, в източната част на областта Северна Остроботния. По цялото си протежение тече основно в посока запад-югозапад, като преминава през множество проточни езера (Сойвоарви – на 248 m н.в., Кески Керо – на 237 m, Ирниярви – на 236 m, Йокиярви – на 223 m и др.) и течението ѝ е съпроводено с множество бързеи и прагове. Влива се чрез малка делта в североизточната част на Ботническия залив на Балтийско море, на 5 km западно от град Ий.
Водосборният басейн на Ийоки обхваща площ от 14 191 km². Речната ѝ мрежа е едностранно развита, с повече, по-дълги и пълноводни десни притоци. На север и юг водосборният басейн на Ийоки граничи с водосборните басейни на реките Кивийоки, Кемийоки, Кимингинйоки и Оулуйоки (от басейна на Балтийско море), а на изток – с водосборния басейн на река Ковда (от басейна на Бяло море). Основни притоци: десни – Ливойоки (130 km), Сиуриуанйоки (155 km, 2387 km²).
Ийоки има смесено снежно-дъждовно подхранване с ясно изразено късно пролетно и лятно пълноводие и зимна маловодие. Среден годишен отток в устието 174 m³/s.

## Стопанско значение, селища
Водите на реката се използват предимно за производство на електроенергия. Изградени са 5 ВЕЦ: Хаапакоски, Пакакоски (36 Мвт), Киерики (34 Мвт), Маалисмаа и Раасака (58 Мвт).